# 四牌楼 (曲沃)
四牌楼 (曲沃)又名望母楼，位于山西省临汾市曲沃县城内贡院街孝母巷，曲沃中学大门东侧，始建于明万历四十三年，由邑人李济沆兴建，三重檐十字歇山式绿琉璃瓦顶，四角各一座两柱式牌楼。
2004年6月10日，四牌楼公布为第四批山西省文物保护单位。